# Качка-пароплав магеланська
Качка-пароплав магеланська (Tachyeres pteneres) — вид гусеподібних птахів родини качкових (Anatidae). Мешкає в Аргентині і Чилі.

## Опис

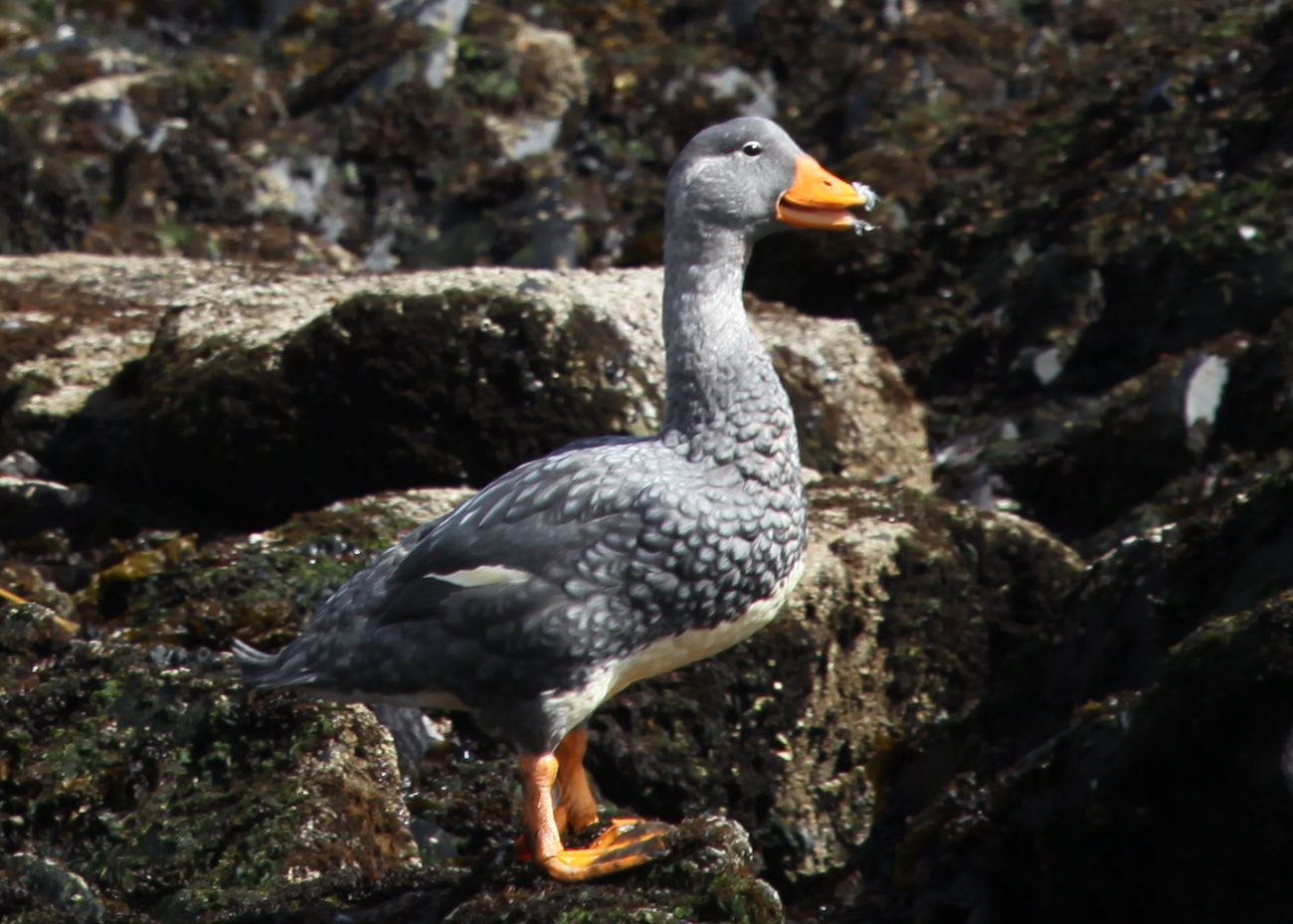
Магеланська качка-пароплав

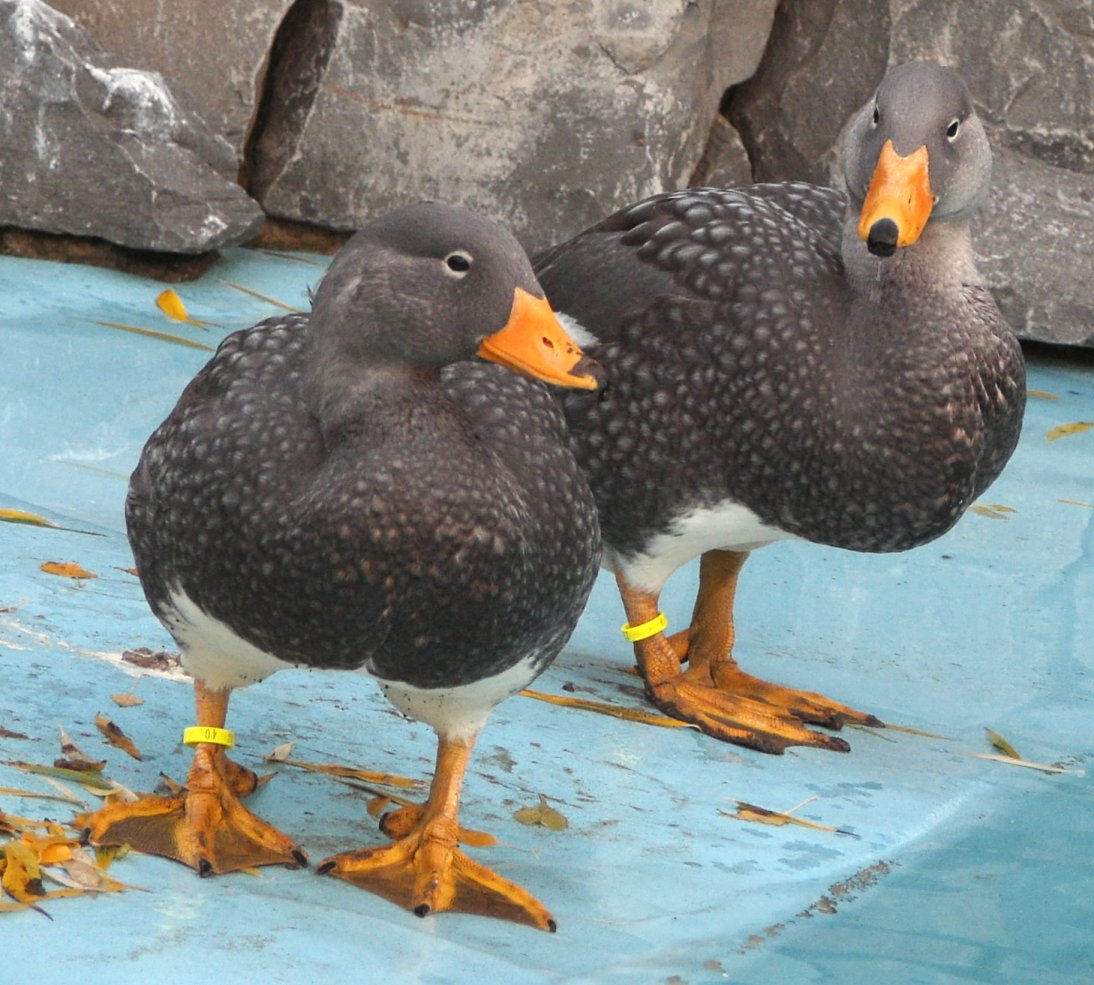
Магеланські качки-пароплави

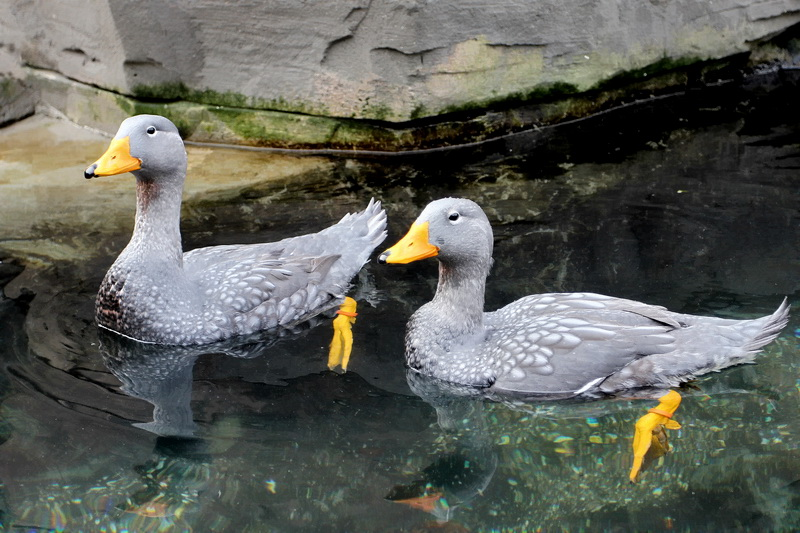
Магеланські качки-пароплави

Магеланські качки-пароплави є найбільшими представниками свого роду і найбільшими качками у світі, їх довжина становить 74-84 см, розмах крил 85–110 см, вага 3,5-7 кг. Самці є більшими і важчими за самиць, їх середня вага становить 5,34 кг, а середня вага самиць — 4,2 кг. У самців голова і шия сизі, лоб і тім'я дещо блідіші, решта тіла переважно темно-сіра. Навколо очей вузькі білі кільця, за очима вони переходять у білі смуги. Горло має рудувато-коричневий відтінок. Живіт і гузка білі, хвіст сірий. Дзьоб оранжевий, на кінці темний. У самиць голова більш темна, сірувато-коричнева, горло темно-рудувате. Тіла і крила у них такі ж, як у самців, однак деякі пера мають коричнювато-винний відтінок. Забарвлення молодих птахів є подібне до забарвлення самиць, однак більш тьмяне.
Магеланські качки-пароплави є нелітаючими птахами, оскількі крила у них надто малі, щоб птахи мали можливість до функціонального польоту. Натомість крила використовуються як весла, дозволяючи качкам швидко ковзати по поверхні води.

## Поширення і екологія
Магеланські качки-пароплави мешкають на півдні Чилі (на південь від Ллянкіуе в регіоні Лос-Лагос) та на Вогняній Землі. Вони живуть на скелястих морських узбережжях та на прибережних островах. Зустрічаються парами або невеликими сімейними зграйками, іноді на відстані кількох миль від берега. Патагонські качки-пароплави живляться молюсками, ракоподібними, іноді рибою. Вони шукають їжу на узбережжі під час відпливу або на мілководді, серед водоростей.
Гніздування у магеланських качок-пароплавів триває з вересня по грудень. Птахи гніздяться в густих чагарниках біля води, зазвичай в захищеній затоці, іноді у покинутих гніздових норах пінгвінів. В кладці від 4 до 11 яєць, в середньому 9 яєць. Вони мають розміри 8,2×5,6 см і вагу 167 г. Інкубаційний період триває 28-40 днів. Пташенята повністю покриваються пір'ям через 120-130 днів після вилуплення. Вони проганяються з батьківської території і формують зграйки разом з іншими молодими качками. Птахи набувають статевої зрілості у віці 2-3 років. Під час сезону розмноження дорослі самці є дуже агресивними, часто нападають на інших самців та на інших птахів.

## Збереження
МСОП класифікує цей вид як такий, що не потребує особливих заходів зі збереження. За оцінками дослідників, популяція магеланських качок-пароплавів становить від 6700 до 67000 птахів.